# 샹청구 (쑤저우시)

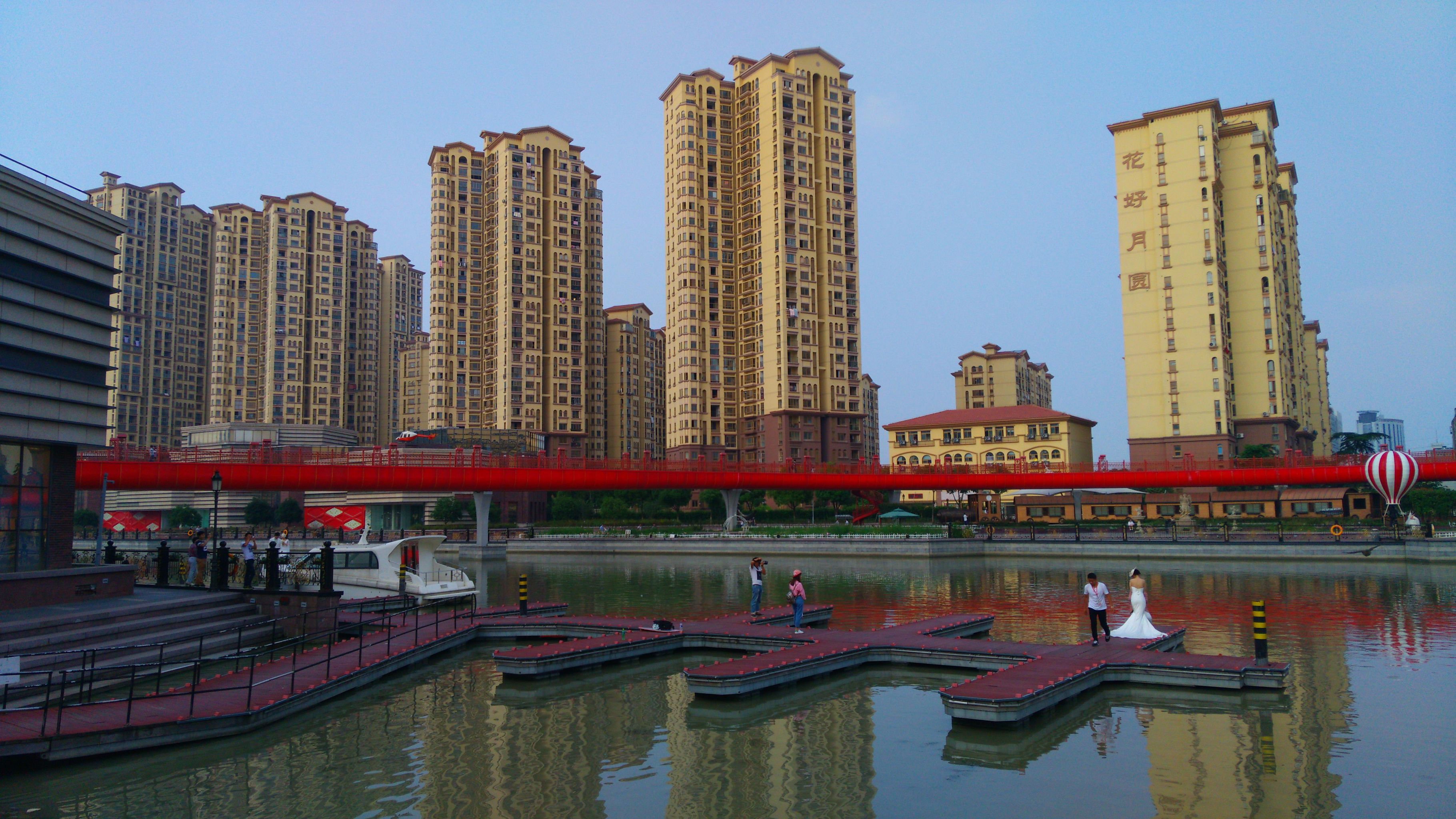

샹청구(한국어: 상성구, 중국어: 相城区, 병음: Xiāngchéng Qū)는 중화인민공화국 장쑤성 쑤저우 시의 행정구역이다. 넓이는 416km2이고, 인구는 2007년 기준으로 360,000명이다.

## 행정 구역
4개 가도, 4개 진을 관할한다.
- 가도: 元和街道, 太平街道, 黃橋街道, 北橋街道.
- 진: 望亭鎮, 黃埭鎮, 渭塘鎮, 陽澄湖鎮.

## 같이 보기
- 우셴